# 山形市立蔵王第一小学校
山形市立蔵王第一小学校（やまがたしりつ ざおうだい1しょうがっこう）は、山形県山形市にある公立小学校である。

## 概要
山形市南部にあり、宅地開発が進んでいる。全校生の人数は３５０人ほど。あいさつ日本一を目指した取り組みが行われている。

## 沿革
- 1873年（明治6年）12月 - 成沢学校創立
- 1887年（明治20年）4月 - 成沢尋常小学校に改称
- 1906年（明治39年）4月 - 成沢尋常高等小学校に改称
- 1918年（大正7年）4月 - 掘田第一尋常高等小学校に改称
- 1941年（昭和16年）4月 - 堀田村第一国民学校に改称
- 1947年（昭和22年）5月 - 堀田村立堀田第一小学校に改称
- 1950年（昭和25年）10月 - 蔵王村立蔵王第一小学校に改称
- 1956年（昭和31年）12月 - 山形市立蔵王第一小学校に改称
- 1977年（昭和52年）6月 - 新校舎完成
- 1991年（平成3年）4月1日 - 山形市立桜田小学校が分離開校

## 学区
- 飯田一丁目 - 五丁目、飯田西一丁目1番1号から38号まで･2番、飯田西二丁目2番、飯田西三丁目 - 五丁目、蔵王飯田、桜田南、蔵王成沢（睦合橋の東部）、蔵王南成沢、蔵王野際、蔵王半郷（三百谷地地区）、蔵王松ケ丘、蔵王松ヶ丘一丁目、蔵王美原、蔵王山田、成沢西一丁目 - 五丁目[3]

## 卒業後
- 山形市立蔵王第一中学校へ進学する[3]